# Lawrence Venuti
Lawrence Venuti (né à Philadelphie le 9 février 1953) est un théoricien de la traduction américain et un traducteur de l'italien, du français et du catalan.

## Carrière
Né à Philadelphie, Lawrence Venuti possède un diplôme de l'Université Temple. Il a longtemps vécu à New York. En 1980, il complète son doctorat en études anglaises à l'Université Columbia. Il obtient la même année le Renato Poggioli Translation Award pour sa traduction du roman Delirium de Barbara Alberti.
Venuti enseigne présentement l'anglais à son alma mater. Il donne aussi des conférences en création littéraire au Lewis Center for the Arts de l'Université de Princeton.
En 2007, il obtient une bourse Guggenheim en Humanities pour sa traduction de la poésie et de la prose de Giovanni Pascoli.

## Œuvres
- Our Halcyon Dayes: English Prerevolutionary Texts and Postmodern Culture (1989)
- The Translator's Invisibility: A History of Translation (Routledge, 1995) (on peut lire ici la version complète, et ici un compte-rendu en français)
- The Scandals of Translation: Towards an Ethics of Difference (Routledge, 1998) (on peut lire ici un compte-rendu en anglais du livre et ici en français)
- Rethinking Translation: Discourse, Subjectivity, Ideology, à titre de directeur du collectif (Routledge, 1992)
- The Translation Studies Reader (Routledge, 2000, deuxième édition en 2004, on peut lire ici la version complète), à titre de directeur de la publication, une anthologie de la théorie de la traduction, de l'antiquité à aujourd'hui
- Encyclopedia of Translation Studies (1998), à titre de contributeur
- Oxford Guide to Literature in English Translation (2000), à titre de contributeur
- Translation Changes Everything: Theory and Practice (Routledge, 2013)
- Teaching Translation: Programs, Courses, Pedagogies (2017) (directeur de l'ouvrage)
- Contra Instrumentalism: A Translation Polemic (University of Nebraska Press, 2019)

## Traductions vers l'anglais
- Restless Nights: Selected Stories of Dino Buzzati (1983)
- Iginio Ugo Tarchetti: Fantastic Tales (1992)
- J. Rodolfo Wilcock (collection de biographies réelles et imaginaires): The Temple of Iconoclasts (2000)
- Antonia Pozzi: Breath: Poems and Letters (2002)
- Italy: A Traveler’s Literary Companion (2003)
- Melissa P. (autobiographie fictive): 100 Strokes of the Brush before Bed (2004)
- Massimo Carlotto: The Goodbye Kiss (2006)
- Ernest Farrés: Edward Hopper: Poems (2009)